# Jean Bart (1911)
Жан Бар (фр. Jean Bart) — другий із чотирьох лінкорів класу «Курбе», перших дредноутів, побудованих для ВМС Франції. Він був завершений до Першої світової війни в рамках військової будівельної програми 1910 року. Він провів війну в Середземному морі та допоміг потопити австро-угорський захищений крейсер SMS Zenta 16 серпня 1914 року. У грудні він був торпедований австро-угорським підводним човном і відбув на Мальту для ремонту, який тривав три з половиною місяці. Решту війни він провів, забезпечуючи прикриття для Отрантського бар'єру, який блокував австро-угорський флот в Адріатичному морі, і іноді служив флагманом.
Після війни він та його однотипний корабель «Франс» брали участь в окупації Константинополя, а потім були відправлені в Чорне море в 1919 році для підтримки військ Антанти в Південній Україні, частина земель була під владою УНР, а інша під владою Російської імперії. Змучений війною екіпаж «Жан Бар» ненадовго збунтувався, але заворушення були легко придушені, і корабель повернувся до Франції в середині року. Він двічі частково модернізувався протягом 1920-х років, але був визнаний занадто зношеним, щоб знову модернізуватися в 1930-х роках. Тому в 1934 році він став навчальним кораблем, а потім був роззброєний і перетворений на плавучі казарми в 1935–1936 роках у Тулоні. Німці захопили його цілим, коли окупували Тулон у 1942 році, і використовували для випробування великих кумулятивних боєголовок. Він був потоплений авіацією союзників у 1944 році, а після закінчення війни був піднятий і розібраний на металобрухт, починаючи з кінця 1945 року.

## Передумови та опис

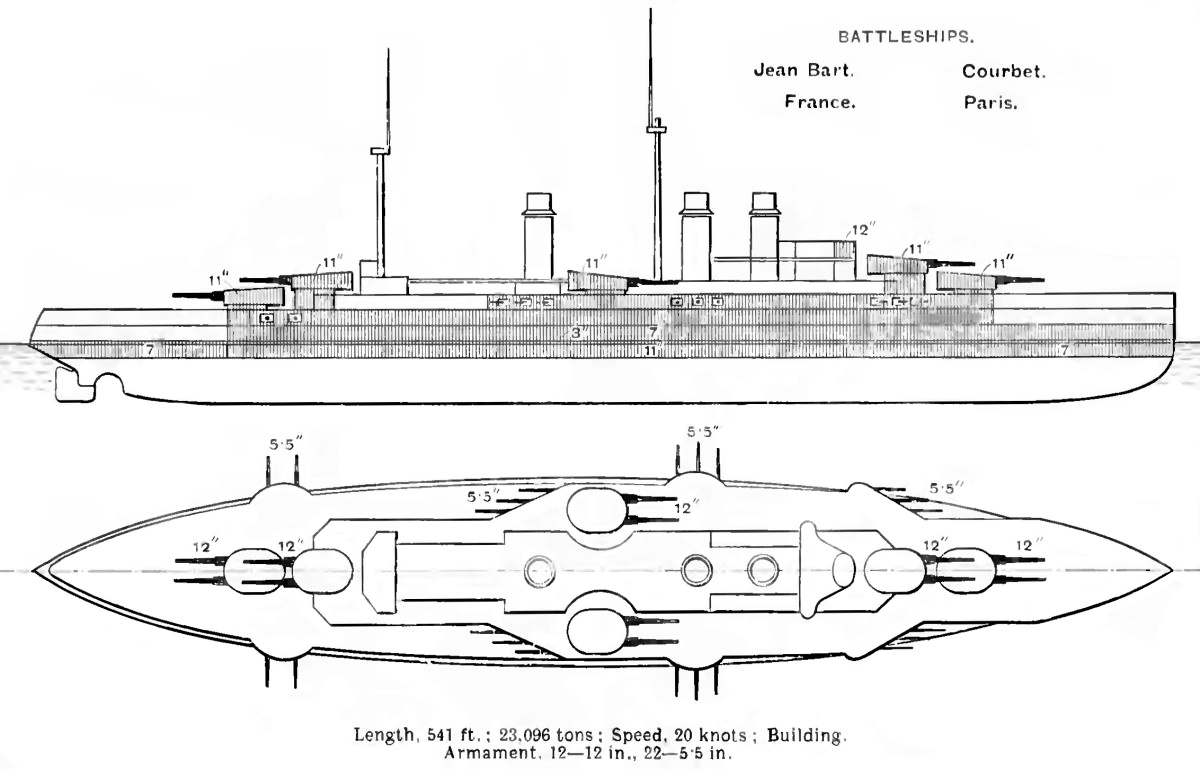
Правий фасад і план палуби, зображення з військово-морського щорічника Brassey 1912

До 1909 року французький флот був переконаний у перевазі лінкора з усіма великокаліберними гарматами, такого як HMS Dreadnought, над конструкціями змішаного калібру, як у класу «Danton», який передував «Курбе». Наступного року новий міністр військово-морського флоту, Огюстен Буе де Лапейрер, обрав проєкт, який був порівнянний із іноземними дредноутами, що будувалися в той час, для будівництва в рамках військово-морської програми 1906 року. Кораблі були 166 метрів загальної довжини, мали ширину 27 метрів і середню осадку 9,04 метра. Вони мали водотоннажність 23 475 тонн (23 104 довгі тонни) при нормальному навантаженні та 25 579 тонн (25 175 довгих тонн) при повному навантаженні. Їх екіпаж налічував 1115 осіб у звичайному режимі та збільшувався до 1187 осіб, коли корабель служив флагманом. Кораблі були оснащені двома комплектами парових турбін Parsons, виготовленими за ліцензією, кожен з яких приводив у рух два гребних вали, використовуючи пару, вироблену 24 котлами Belleville. Ці котли були вугільними з допоміжними масляними розпилювачами та були розраховані на виробництво 28 000 метричних кінських сил (20 594 кВт; 27 617 к.с.). Кораблі мали проєктну швидкість 21 вузол (39 км/год; 24 миль/год). Кораблі класу «Курбе» перевозили достатньо вугілля та мазуту, щоб забезпечити їм дальність 4200 морських миль (7800 км; 4800 миль) зі швидкістю 10 вузлів (19 км/год; 12 миль/год).
Головна батарея класу «Курбе» складалася з дванадцяти 305-міліметрових гармат моделі 1906 року, встановлених у шести двогарматних баштах, з двома парами супер-стріляючих башт спереду і ззаду надбудови і парою крильчастих башт посередині корабля. Їх вторинне озброєння складалося з двадцяти двох 138-міліметрових гармат, зразка 1910 року, які були встановлені в казематах в корпусі. Чотири 47-мм гармати Гочкісса модель 1902 року були встановлені, по дві з кожного борту в надбудові. Вони також були озброєні чотирма 450-міліметровими зануреними торпедними апаратами, парою з кожного борту, і могли зберігати 10 мін під палубами. Водолінійний пояс корабля мав товщину від 140 до 250 мм  і був найтовщим посередині корабля. Гарматні башти були захищені бронею товщиною 250–360 міліметрів, а 160-міліметрові  плити захищали каземати. Вигнута броньована палуба була 40 мм завтовшки на плоскій частині та 70 мм на зовнішніх схилах. Бойова рубка мала товщину 266 мм спереду та з боків.

## Будівництво та кар'єра

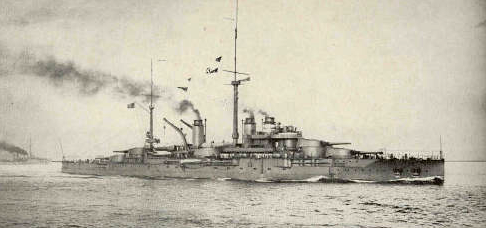
Жан Бар у 1913 році

«Жан Бар» був замовлений 11 серпня 1910 року та названий на честь капера Жана Бара. Він був закладений 15 листопада 1910 року на «Arsenal de Brest» і спущений на воду 22 вересня 1911 року. Корабель був завершений 2 вересня 1913 року вартістю 60 200 000 франків і 18 вересня відвідав Дюнкерк, місце народження свого тезки. Він був введений в експлуатацію у флоті 19 листопада разом зі своїм однотипним кораблем «Курбе». Вони були призначені до 1-ї дивізії лінкорів (1ère Division de ligne) 1-ї ескадри лінкорів 1-ї військово-морської армії у Тулоні в середині листопада. «Жан Бар» вирушив до Бреста 24 червня 1914 року, щоб зустрітися зі своїм однотипним кораблем «Франс», який ще не завершив випробування. Раймон Пуанкаре, президент Французької Республіки, піднявся на борт «Франс» 16 липня для державного візиту до Санкт-Петербурга, Росія. Після зустрічі з лінійними крейсерами 1-ї розвідувальної групи Німеччини в Балтійському морі, кораблі прибули до Кронштадта 20 липня. Вони здійснили візит до Стокгольма, Швеція, 25–26 липня, але запланований візит до Копенгагена, Данія, був скасований через зростаючу напруженість між Австро-Угорщиною та Сербією, і кораблі прибули до Дюнкерка 29 липня.

## Перша світова війна

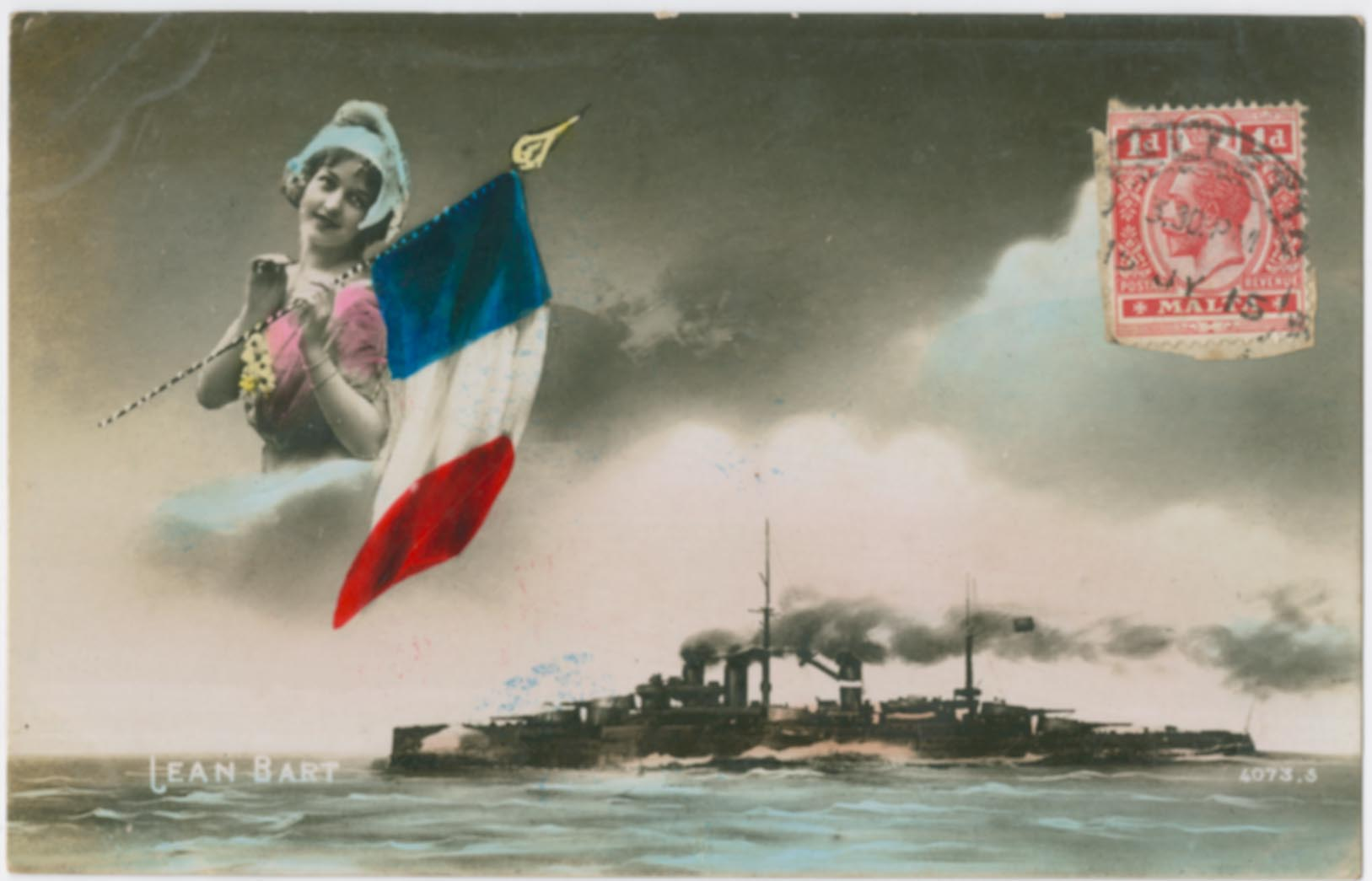
Патріотична листівка із зображенням Жана Бара, відправлена з Мальти (1915)

Коли Франція оголосила війну [[[Німеччина|Німеччині]] 2 серпня, однотипні кораблі перебували в Бресті та вирушили до Тулона тієї ж ночі. Вони зустрілися біля Валенсії, Іспанія, 6-го числа з «Courbet» і напівдредноутами «Condorcet» і «Vergniaud», оскільки «Жан Бар» мав проблеми зі своїми 305-мм боєприпасами, а «Франс» ще не завантажив жодних. Кораблі зустрілися з конвоєм військ наступного дня і супроводжували його до Тулона.
Коли Франція оголосила війну Австро-Угорщині 12 серпня, віцеадмірал Огюстен Буе де Лапейрер, тепер командувач союзними військово-морськими силами в Середземному морі, вирішив здійснити похід в Адріатичне море, щоб змусити австро-угорський флот вступити в бій. Після зустрічі з невеликим британським загоном 15-го числа, він наказав своїм силам розділитися, причому лінкори попрямували до Отранто, Італія, тоді як броньовані крейсери патрулювали біля албанського узбережжя. Перш ніж дві групи зайшли надто далеко, 16 серпня було помічено кілька австро-угорських кораблів, і союзний флот успішно відрізав і потопив захищений крейсер «Zenta» біля Антіварі, хоча торпедному катеру SMS Ulan вдалося врятуватися. Наступного дня Буе де Лапейрер переніс свій прапор на «Жан Бар». 1 вересня 1-ша військово-морська армія ненадовго обстріляла австро-угорські берегові укріплення, що захищали Которську затоку, щоб використати невикористані снаряди, що залишилися в гарматах після потоплення SMS Zenta. Буе де Лапейрер переніс свій прапор на новоприбулий однотипний корабель «Парі» 11 вересня. Окрім кількох безрезультатних походів в Адріатичне море, французькі лінійні кораблі проводили більшу частину свого часу, курсуючи між грецьким та італійським узбережжями, щоб запобігти спробам австро-угорського флоту вийти з Адріатики.
«Жан Бар» був торпедований 21 грудня австро-угорським підводним човном U-12 біля острова Сазані. Єдина торпеда влучила в винний льох в носовій частині, пробивши отвір у відсіку. Корабель прийняв 400 тонн води, але зміг дістатися грецького острова Кефалонія, де було проведено тимчасовий ремонт. Він зміг самотужки дістатися Мальти для постійного ремонту, який тривав з 26 грудня по 3 квітня 1915 року. Ця атака підкреслила небезпеку підводних атак у вузьких водах протоки і змусила лінкори відійти на південь для патрулювання в Іонічному морі. Оголошення Італією війни Австро-Угорщині 23 травня та рішення Італії взяти на себе відповідальність за військово-морські операції в Адріатиці дозволили французькому флоту відійти або на Мальту, або до Бізерти, Французький Туніс, щоб прикрити Отрантський бар'єр. У якийсь момент протягом року 47-мм гармати «Жан Бар» були встановлені під великим кутом, щоб їх можна було використовувати як зенітні гармати. Пізніше вони були доповнені парою 75-мм гармат Кане на зенітних установках. 27 квітня 1916 року французи почали використовувати порт Аргостоліон на грецькому острові Кефалонія як базу. Приблизно в цей час багато людей з екіпажів лінкорів були переведені на протичовнові кораблі. На початку 1917 року французи почали використовувати і грецький острів Корфу, але зростаючий дефіцит вугілля серйозно обмежував здатність лінкорів виходити в море. Ситуація була настільки погана, що віце-адмірал Габріель Дар'єус писав у 1917 році:
|  | «Військові можливості військово-морської армії, яка вже сильно постраждала від нестачі особового складу та постійних змін у генеральному штабі, необхідно підтримувати частими навчаннями, і хоча з березня по червень ми могли дотримуватися нормального режиму, вугільна криза наразі перешкоджає будь-яким маневрам чи артилерійським стрільбам, навіть для кораблів, що повертаються з ремонту. Великі кораблі втратили 50 відсотків можливостей, які вони мали кілька місяців тому». |

У 1918 році вони були майже нерухомі, залишаючи Корфу лише для технічного обслуговування та ремонту. 1 липня військово-морська армія була реорганізована, і «Жан Бар», «Парі» і «Курбе» були призначені до 2-ї дивізії лінкорів 1-ї ескадри лінкорів.

## Міжвоєнні роки
Після підписання Мудросського перемир'я 30 жовтня між союзниками та Османською імперією, корабель брав участь в окупації Константинополя. На початку 1919 року «Жан Бар» був переведений у Чорне море для посилення французьких сил, які протистояли більшовикам. Через кілька днів після обстрілу більшовицьких військ, що наступали на Севастополь 16 квітня, що змусило їх відступити, його змучений війною екіпаж ненадовго збунтувався 19 квітня, натхненний соціалістичними та революційними симпатиками. Капітан «Жан Бар» зміг відновити порядок на своєму кораблі наступного дня і зібрав десант для патрулювання міста. Екіпаж «Франс» все ще бунтував, тому віце-адмірал Жан-Франсуа-Шарль Амет, командувач кораблів у Чорному морі, сподівався зменшити напругу, задовольнивши вимоги бунтівників щодо відпустки, дозволивши членам екіпажу з історією гарної поведінки зійти на берег. Моряки змішалися з продемонстрацією, яка підтримувала більшовиків, і змішана група була зупинена ротою грецької піхоти, яка відкрила вогонь. Демонстранти втекли і зустрілися з десантом «Жан Бар», який також відкрив по них вогонь. Загалом близько 15 людей було поранено, серед них шестеро моряків, один з яких згодом помер від поранень. Делегатам від інших бунтівних екіпажів не дозволили піднятися на борт, і заколот зазнав краху, коли Амет погодився задовольнити їх головну вимогу - повернути кораблі додому. Троє членів екіпажу були засуджені до тюремного ув'язнення після повернення корабля, хоча вироки були замінені в 1922 році в рамках угоди між прем'єр-міністром Раймоном Пуанкаре та лівими партіями.
Корабель повернувся до Тулона до 1 липня і був поставлений в резерв. 10 лютого 1920 року 1-ша військово-морська армія була розформована і замінена на Східно-Середземноморську ескадру  та її Західний аналог. Всі «Курбе» були призначені до 1-ї дивізії лінкорів останнього підрозділу, причому «Курбе», «Жан Бар» та «Парі» перебували в 1-й дивізії лінкорів, а «Франс» - у 2-й дивізії лінкорів. Віце-адмірал Шарль Шарльє командував як 1-ю дивізією, так і Західно-Середземноморською ескадрою в цей час. Обидві ескадри були об'єднані в Середземноморську ескадру 20 липня 1921 року. У червні 1923 року 1-ша дивізія лінкорів, включаючи «Жан Бар», курсувала біля узбережжя Північної Африки, коли на «Курбе» сталася пожежа в котельні.
«Жан Бар» отримав першу з двох модернізацій між 12 жовтня 1923 року та 29 січня 1925 року. Це включало заміну одного комплекту з чотирьох котлів на мазутні котли du Temple та з'єднання двох передніх димових труб. Максимальний кут піднесення головного озброєння було збільшено з 12° до 23°, що збільшило їх максимальну дальність до 26 000 метрів. Його існуючі зенітні гармати були замінені на чотири 75-мм зенітні гармати Modèle 1918, і для зенітних гармат були встановлені стереоскопічні далекоміри 1,5 метра і 1 метр. Була встановлена нова тринога щогла з постом управління вогнем на її вершині, а його носова броня була знята, щоб зробити його більш морехідним. Далекоміри Barr & Stroud 2 метри (6 футів 7 дюймів) FT були встановлені для 14-см гармат у жовтні 1925 року.
У середині 1925 року корабель брав участь у маневрах в Атлантичному океані разом з «Курбе» і «Парі», а потім здійснив візити до Сен-Мало, Шербура та численних портів вздовж Атлантичного узбережжя Франції, перш ніж повернутися до Тулона 12 серпня. «Жан Бар» був ненадовго модернізований між 12 серпня та 1 вересня 1927 року, а потім був виведений з експлуатації 15 серпня 1928 року в рамках підготовки до його масштабної модернізації, яка розпочалася 7 серпня 1929 року. Ця модернізація була набагато масштабнішою, ніж його попередня, оскільки всі його котли були замінені або капітально відремонтовані, а шість його оригінальних вугільних котлів були замінені на мазутні котли du Temple. Системи управління вогнем «Жан Бар» були комплексно модернізовані шляхом встановлення системи Saint-Chamond-Granat у башті управління вогнем на вершині триногої щогли, і всі його оригінальні далекоміри були замінені, за винятком далекомірів Barr & Stroud FT у баштах головного калібру. DCT був оснащений далекоміром Barr & Stroud 4,57 метра Modèle 1912 і стереоскопічним далекоміром Zeiss 3 метри, який був доданий до DCT для вимірювання відстані між ціллю та сплесками снарядів. Додаткові далекоміри 4,57 метра Mle 1912 були додані в здвоєному кріпленні на вершині бойової рубки та інший біля основи грот-щогли. Поворотний далекомір Zeiss 8,2 метра був встановлений на даху передньої надбудови замість його моделі FT, а FT були встановлені в нових системах наведення для вторинного озброєння. Зенітні гармати корабля Mle 1918 були замінені на сім гармат Canon de 75 mm Modèle 1922, і вони були забезпечені парою стереоскопічних далекомірів OPL Modèle 1926 3 метри під великим кутом, один на вершині здвоєного блоку на даху бойової рубки та один у кормовій надбудові.
Модернізація була завершена 29 вересня 1931 року, і «Жан Бар» був знову введений в експлуатацію 1 жовтня як флагман 2-ї дивізії лінкорів під командуванням контр-адмірала Ерве. Його ходові випробування тривали до 13 лютого 1932 року, і потім він здійснив візити до Бізерти, Криту, Єгипту, Французького Лівану, Корфу та Греції у квітні та травні. Контр-адмірал Жан-П'єр Естева змінив Ерве 1 серпня, і корабель був модернізований з 10 жовтня по 24 листопада в Тулоні, після чого він провів п'ять днів в Аяччо, Корсика. «Жан Бар» брав участь у навчаннях з Середземноморською ескадрою в першій половині 1933 року та здійснив візити до портів Французької Північної Африки, Майорки, Іспанії та Касабланки, Французьке Марокко. Після зіткнення 6 серпня з есмінцем «Le Fortuné» в Тулонській гавані, який пошкодив корму останнього, лінкор перебував у ремонті з 8 по 15 серпня. З 20 квітня по 29 червня 1934 року Середземноморська ескадра провела свої звичайні маневри та візити до портів. 2-га дивізія лінкорів була розформована 1 серпня, і «Жан Бар» недовго служив флагманом ескадри. Корабель був призначений до Навчальної дивізії 1 листопада і служив школою для кочегарів та сигнальників. Він здійснив свій останній морський похід 15 червня 1935 року.
На той час його стан був настільки поганим, що вважалося недоцільним витрачати кошти на третю модернізацію, подібну до тих, які отримали його однотипні кораблі. «Жан Бар» був переобладнаний та роззброєний у Тулоні, починаючи з 15 серпня, для служби як корабель-гуртожиток для військово-морських шкіл у Тулоні. 1 січня 1937 року його було перейменовано на «Оушен», щоб звільнити його ім'я для використання новим лінкором класу «Рішельє»«Жан Бар», який тоді будувався. Корабель був захоплений цілим німцями 27 листопада 1942 року, коли вони окупували Вішістську Францію. Німці використовували його для експериментів наприкінці 1943 року з кумулятивними боєголовками, призначеними для доставки літаками Mistel. 8000-фунтова (3600 кг) боєголовка була розміщена перед баштами головного калібру, найближча з яких мала броню, посилену додатковою 100-міліметровою плитою. Високошвидкісний струмінь, утворений кумулятивним зарядом, проник крізь додаткову броню, 300-міліметрову броню лобової частини башти, 360-міліметрову задню броню та передню і задню частини кормової башти і в надбудову на загальну глибину 28 метрів . Він був потоплений авіацією союзників у 1944 році і пізніше піднятий для утилізації, яка розпочалася 14 грудня 1945 року.